# Aleuroplatus ovatus
Aleuroplatus ovatus là một loài côn trùng cánh nửa trong họ Aleyrodidae, phân họ Aleyrodinae.
Aleuroplatus ovatus được Quaintance & Baker miêu tả khoa học đầu tiên năm 1917.